# Fernão Vaz Fagundes
 Fernão Vaz Fagundes  nasceu na Ilha Terceira, Açores filho de Luis Vaz Fagundes.
Casou com Maria Rodrigues Fagundes que era natural da Ilha Terceira, Açores e filha de Gil Anes Curvo nascido em Borba e de Isabel Rodrigues Fagundes, uma filha de Rodrigo Afonso Fagundes. Fernão Vaz e Maria Rodrigues tiveram:
1. João Vaz Fagundes
2. Mécia Lourenço Fagundes que casou com Antão Martins Fagundes, Capitão do Exército Português

Gil Anes Curvo e Isabel Rodrigues Fagundes tiveram:
1. Maria Rodrigues Fagundes casou com Fernão Vaz Fagundes
2. Lopo Gil Fagundes casou em primeiras nupcias com Catarina Afonso de Azevedo e o seu segundo casamento foi com Marta de Azedias
3. Catarina Gil Fagundes casou com Estevão Afonso Camacho
4. Manuel Rodrigues Fagundes casado com Maria Cardoso Machado
5. João Gil Fagundes casou com Maria Gonçalves Machado
6. Diogo Gil Fagundes casado com Maria da Câmara
7. Álvaro Gil Fagundes casou com Maria Nunes de Lemos
8. Francisco Rodrigues Fagundes
9. Clara Gil Fagundes casou com o nobre Gaspar Gonçalves Machado da Ribeira Seca
10. Iria Gil Fagundes casou com Gaspar de Barcelos Mariz
11. Grácia Rodrigues Fagundes casou com Álvaro Martins Fagundes